# Eutropha occidentalis
Eutropha occidentalis är en tvåvingeart som beskrevs av Spencer 1986. Eutropha occidentalis ingår i släktet Eutropha och familjen fritflugor. Inga underarter finns listade i Catalogue of Life.